# 名古屋クロスコートタワー
名古屋クロスコートタワー（なごやクロスコートタワー）は、愛知県名古屋市中村区名駅にある高層オフィスビル。

## 概要
中部経済新聞社、名古屋鉄道、東和不動産（現・トヨタ不動産）の3社による中経ビルおよび第二中経ビルの再開発計画で、2012年（平成24年）7月10日に竣工した。
1階と地下1階は商業ゾーン。1階では「セブン-イレブン名古屋クロスコートタワー店」と名古屋駅前の登山用具専門店「駅前アルプス」が営業を行っている。地下1階では飲食街の「チカマチラウンジ」が2012年（平成24年）7月27日に開業した。
2階から17階はオフィスゾーンとなり、中部経済新聞社の本社などが入居している。（2階はクリニック&サービスフロア）
地下1階の「チカマチラウンジ」は中部経済新聞社が運営しており、「名駅近くのちょっとウラ、私のいきつけ」がテーマ。11のカフェやレストランが出店している。
同フロアでは、隣接する愛知県産業労働センター、シンフォニー豊田ビル、ミッドランドスクエア（マルケイ観光ビル経由）と接続しており、各ビルを経由することで名古屋駅まで地下道経由で到達することも可能である。
なお、名称のクロスコートには、さまざまな人が行き交う（クロス）と中庭（コート）の意味が込められている。
また、第二豊田ビル建替えプロジェクトに伴い、跡地に豊田通商及び豊通グループが入居するシンフォニー豊田ビルが建設された。これらの東和不動産単独所有ビル4棟（ミッドランドスクエア、名古屋クロスコートタワー、センチュリー豊田ビル、シンフォニー豊田ビル）を地下で結び、天候などに左右されず、人々が回遊できる地下通路「地下環状ネットワーク」が同ビルにも設置された。

## ギャラリー

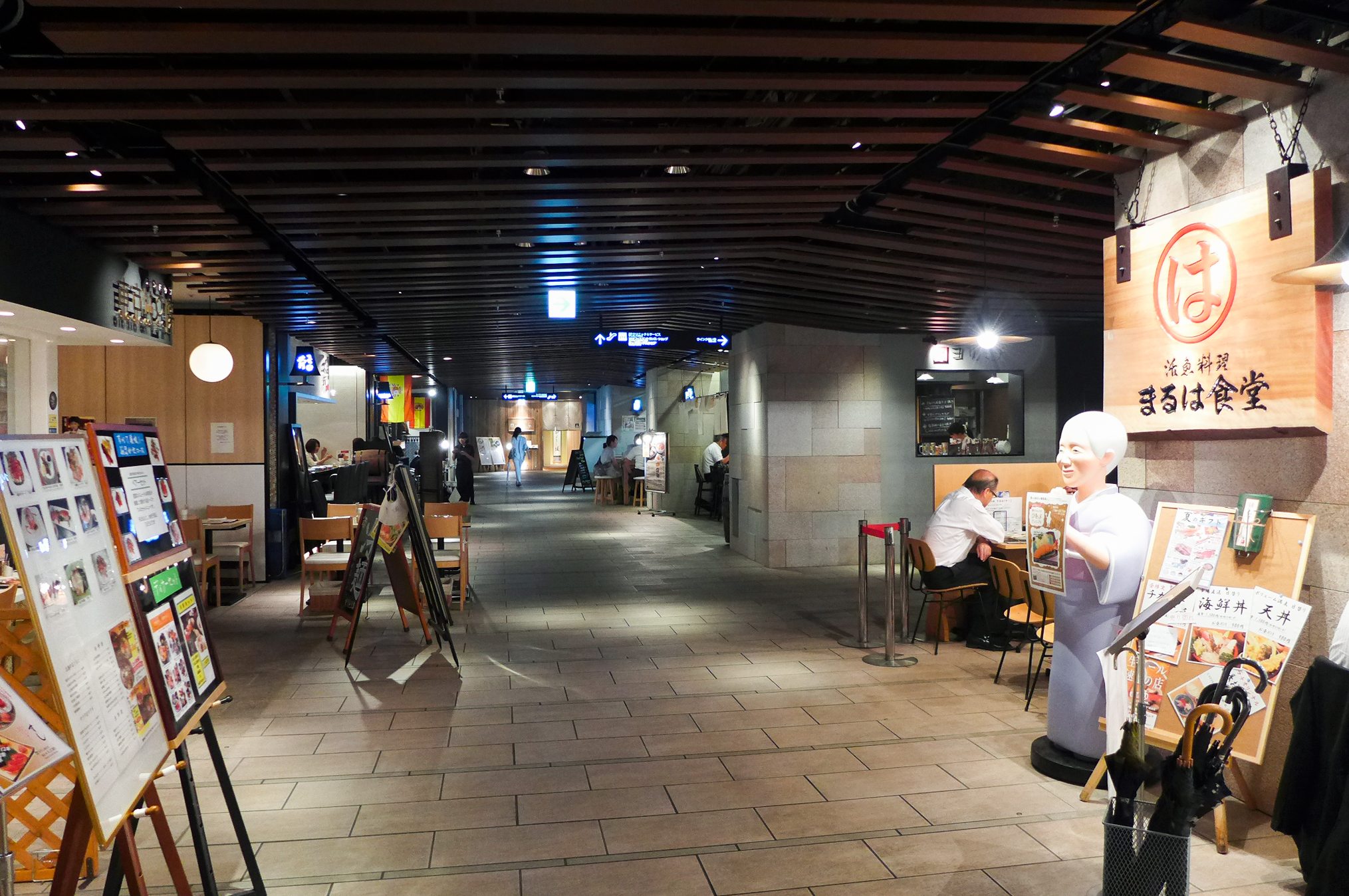
地下1階
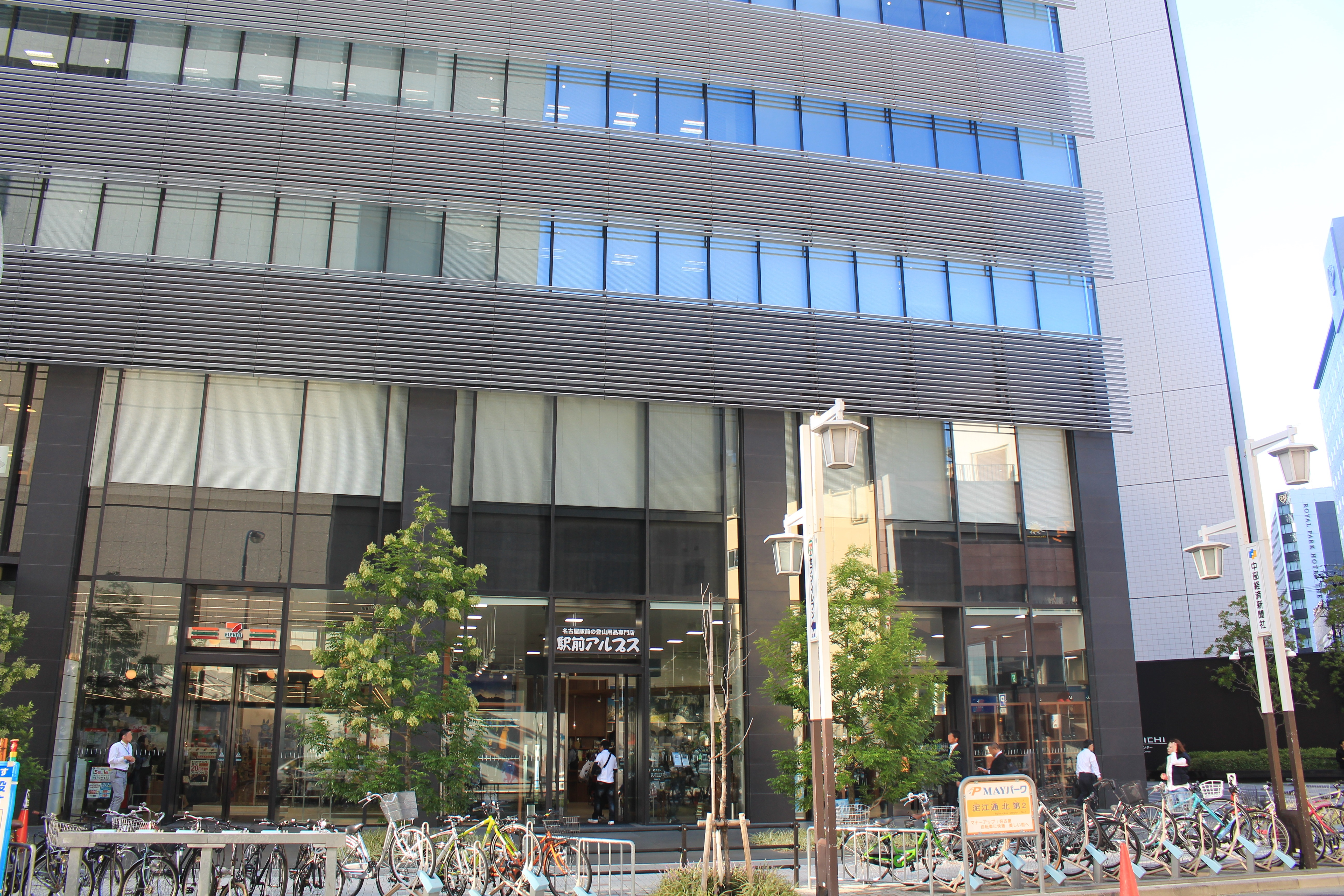
1階では「セブン-イレブン名古屋クロスコートタワー店」と名古屋駅前の登山用具専門店「駅前アルプス」が営業を行っている。
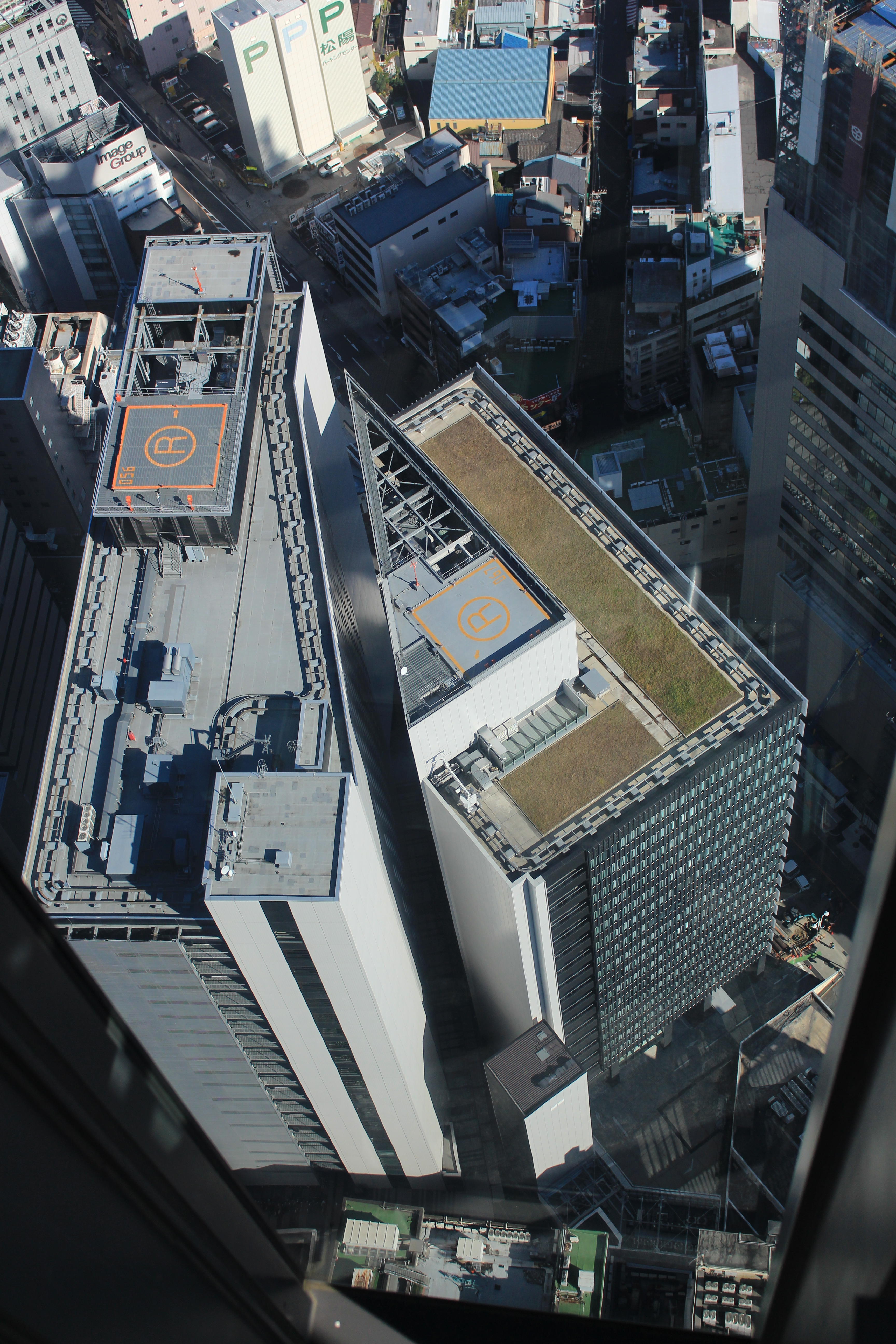
ミッドランドスクエアから見下ろす北側に隣接する愛知県産業労働センター（左）、名古屋クロスコートタワー（右）、道路を挟んで南側に対峙する建設中のシンフォニー豊田ビル（右奥）

## 入居企業
| - 中部経済新聞社 本社 - トヨタモビリティパーツ 本部（旧タクティー 本社） - トヨタエンタプライズ 本社 - 豊通エネルギー 中部オフィス - 豊通ヒューマンリソース 名古屋分室 - 豊通物流 職能本部（経営企画部・人事総務部・経理部） - 豊通マテリアル 本社 - アイシン・コムクルーズ 本社 - 投資信託相談プラザ 名古屋オフィス | - ボルテージ システム本部・名古屋スタジオ - 三清社 本社 - サンセイテクニカルサービス 本社 - クリーン社 本社 - 三井ハイテック 名古屋営業所 - 日本デザインセンター 名古屋支社 - アインファーマシーズ 中部支店 - 綜合キャリアオプション東海本部（名古屋店）（人材派遣会社） - アンセルインシュアランス 名古屋本部 |

## 交通アクセス
- JR・名古屋市営地下鉄桜通線 名古屋駅から徒歩で約5分。
- 近鉄名古屋駅・名鉄名古屋駅・名古屋市営地下鉄東山線 名古屋駅から徒歩で約3分。